# Васко да Гама (мост)
Мост Ва́ско да Га́ма (порт. Ponte Vasco da Gama, произношение: [põt(ɨ) vaʃku dɐ gɐmɐ]) — вантовый мост, переходящий в виадук, через реку Тежу к северо-востоку от Лиссабона, Португалия. До открытия автодорожной части Крымского моста между Краснодарским краем и Крымом в мае 2018 года был самым длинным мостом в Европе (включая виадуки), длина всего транспортного перехода составляет 17,2 км, в том числе 0,829 км вантового моста, 11,5 км виадуки и 4,8 км подъездных дорог. Мост снижает интенсивность движения по второму мосту Лиссабона (Мост 25 апреля) и является частью автодороги A12, идущей из Лиссабона в Сетубал.
Движение по мосту было открыто 29 марта 1998, через 18 месяцев после начала строительства, перед выставкой Expo 98. В том году отмечалось 500-летие открытия Васко да Гама морского пути из Европы в Индию.

## Описание
По мосту проходит шестиполосная автодорога с ограничением скорости 120 км/ч на протяжении большей части моста и 100 км/ч на одной его секции. В ветреную, дождливую погоду, а также при тумане скорость ограничена 90 км/ч. Количество полос будет увеличено до восьми, если среднесуточное количество автомобилей превысит 52 000.
Секции моста
1. Северные подъездные дороги
2. Северный виадук — 488 м
3. Виадук Экспо — 672 м; 12 секций
4. Главный мост — 420 м; боковые участки: 203 м каждый (полная длина: 829 м)
5. Центральный виадук — 6 351 м; 80 секций длиной 78 м
6. Южный виадук — 3 825 м; 84 секции по 45 м
7. Южные подъездные пути — 3 895 м

Высота двух Н-образных пилонов составляет 155 метров, а дорожное полотно возвышается над водой на 47 метров, что даёт возможность свободно проходить под мостом крупным океанским судам, хотя они сюда не заходят, потому что мост расположен за лиссабонским морским портом. Высота центрального виадука над водой около 14 метров.

## Строительство и стоимость
Проект стоимостью 1,1 млрд долларов был разбит на четыре части, все они строились разными компаниями, управлял строительством независимый консорциум. Непосредственно строительством моста занимались 3 300 рабочих, строительство заняло 18 месяцев, до этого ещё 18 месяцев велась подготовка.
Конструкция моста рассчитана на эксплуатацию в течение 120 лет, должна выдерживать ветер до 250 км/ч и землетрясения в 4,5 раза сильнее знаменитого Лиссабонского землетрясения 1755 года магнитудой 8,7. Самые глубокие сваи имеют 2,2 м в диаметре, они погружены на глубину 95 м ниже уровня моря. Из-за большой длины моста было необходимо учесть шарообразность Земли для правильного ведения строительных работ, в противном случае ошибка в проектировании в высоте моста между противоположными его концами достигла бы 80 см. Для уменьшения влияния моста на экологию виадук строился максимально далеко ко второму берегу для того, чтобы под ним оставалась естественная среда, кроме того, освещение было спроектировано таким образом, чтобы свет ламп не попадал на реку.
Мост строился на частные средства; консорциум Lusoponte, финансировавший строительство, получил концессию на 40 лет и имеет право собирать плату за проезд обоих лиссабонских мостов. Капитал Lusoponte состоит на 50,4 % из вкладов португальских компаний, 24,8 % — французского и на 24,8 % британского капитала.
С 2016 г. плата за проезд по мосту составляет 2,70 евро за легковой автомобиль и до 11,70 евро за грузовой при движении на север (в Лиссабон). Плата за проезд в южном направлении не предусмотрена.

## Комментарии
1. ↑  При условии проведения границы между Европой и Азией в соответствии с американской академической традицией[2] южнее Керченского пролива. По российской академической традиции[3][4] граница между частями света проходит по Керченскому проливу, и Крымский мост в этом случае находится между Европой и Азией, а мост Васко да Гама по-прежнему остаётся самым протяжённым, полностью расположенным в Европе.